# Kowadza
Kowadza (261 m) – wzgórze w Tyńcu w Krakowie. Pod względem administracyjnym należy do Dzielnicy VIII Dębniki. Pod względem geograficznym  należy do Wzgórz Tynieckich na Pomoście Krakowskim w obrębie makroregionu Bramy Krakowskiej. Wzgórza te włączone zostały w obszar Bielańsko-Tynieckiego Parku Krajobrazowego.
Kowadza wznosi się po wschodniej stronie ulicy Świętojańskiej w Tyńcu. Zbudowane z wapieni wzgórze w większości porasta las bukowo-grabowy, ale  szczyt i południowe stoki to odkryty teren dawnych pastwisk i łąk. Pokrywa go cienka gleba porośnięta murawą kserotermiczną. Dzięki odkrytym terenom szczyt Kowadzy jest dobrym punktem widokowym. W dolinie znajduje się Uroczysko Tyniec, w kierunku południowo-zachodnim horyzont przesłaniają wzgórza Wielkanoc i Bogucianka, w kierunku południowym Guminek, tuż po wschodniej stronie wzgórze Duża Kowodrza.
Na wzgórzu Kowadza utworzono użytek ekologiczny o nazwie Uroczysko Kowadza i powierzchni 10 ha. Dla turystów przygotowano ławki, kosze na śmieci, tablice turystyczne i wiatę. Przez szczyt Kowadzy prowadzi znakowany szlak turystyczny, zboczami ścieżki edukacyjne.

## Szlaki turystyczne
zielona pętla z opactwa benedyktynów w Tyńcu przez Wielkanoc, Kowadzę, Dużą Kowodrzę, rezerwat Skołczankę, Ostrą Górę, Grodzisko i dalej brzegiem Wisły, aż do opactwa benedyktynów. Długość około 8 km.